# Argostemma distichum
Argostemma distichum är en måreväxtart som beskrevs av Theodoric Valeton. Argostemma distichum ingår i släktet Argostemma och familjen måreväxter.

## Underarter
Arten delas in i följande underarter:
- A. d. distichum
- A. d. quadripetalum